# 에이던 월시
에이던 월시(영어: Aidan Walsh, 1997년 3월 28일~)는 아일랜드의 권투 선수이다. 2020년 하계 올림픽 웰터급에서 동메달을 획득했으며 코먼웰스 게임에서 금메달 1개, 은메달 1개를 획득했다.